# Marestaing
Marestaing (Marestanh en gascon) est une commune française située dans le département du Gers, en région Occitanie. Sur le plan historique et culturel, la commune est dans le Savès, une petite province gasconne correspondant au cours moyen de la Save.
Exposée à un climat océanique altéré, elle est drainée par la Save, la Boulouze, le ruisseau d'en Peyblanc et par divers autres petits cours d'eau.
Marestaing est une commune rurale qui compte 349 habitants en 2022, après avoir connu une forte hausse de la population depuis 1975.  Elle fait partie de l'aire d'attraction de Toulouse. Ses habitants sont appelés les Marestaingois ou  Marestaingoises.

## Géographie

### Localisation
Marestaing est une commune de l'aire d'attraction de Toulouse située en Gascogne.

### Communes limitrophes
Marestaing est limitrophe de six autres communes.
Les communes limitrophes sont  Auradé, Castillon-Savès, Clermont-Savès, Endoufielle, Frégouville, L'Isle-Jourdain et Monferran-Savès.
| Monferran-Savès |             | L'Isle-Jourdain |
| Frégouville     | Marestaing  | Auradé          |
| Castillon-Savès | Endoufielle |                 |

### Géologie et relief
La superficie de la commune est de 846 hectares ; son altitude varie de 144  à   223 mètres.
Marestaing se situe en zone de sismicité 1 (sismicité très faible).

### Hydrographie

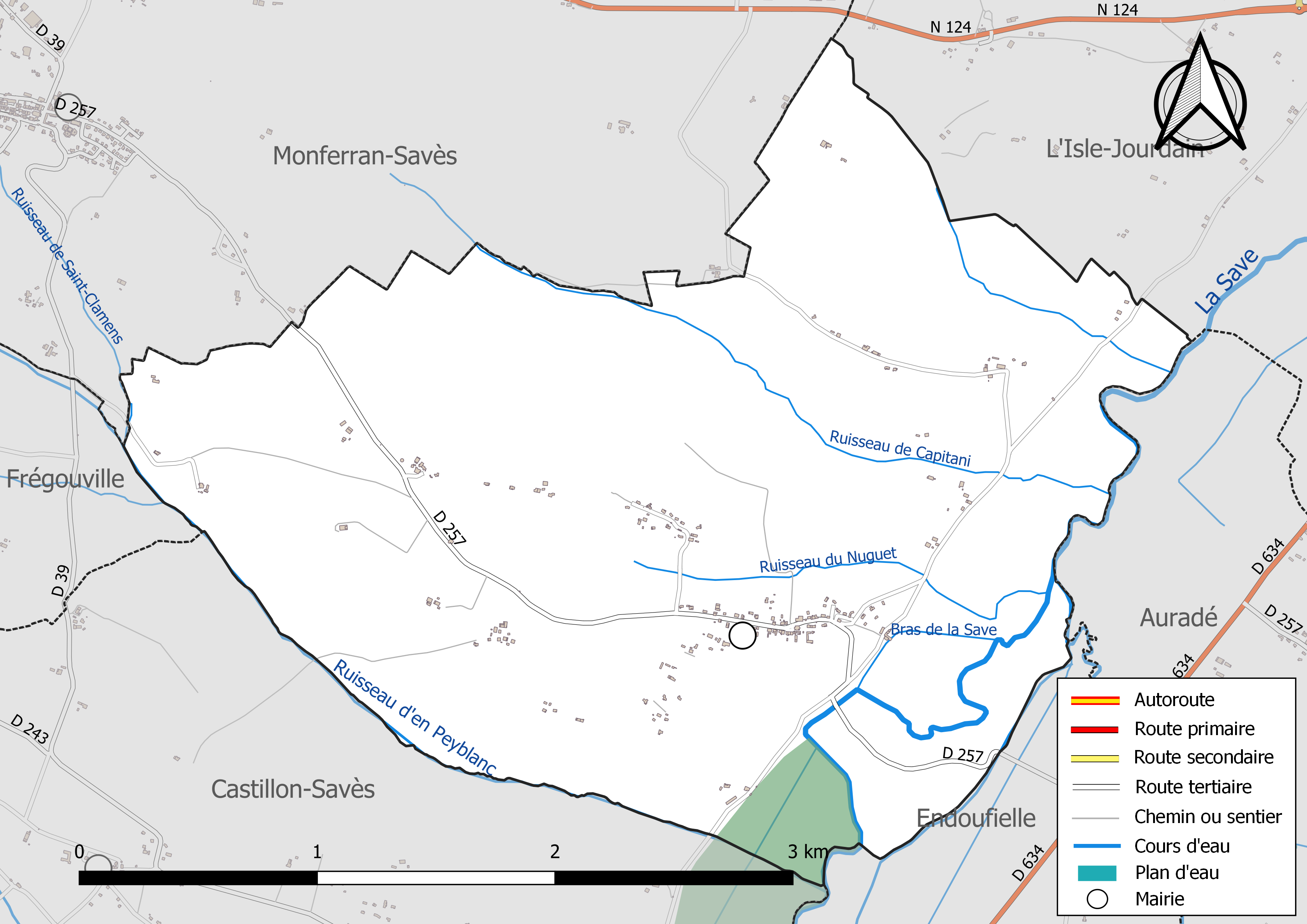
Réseaux hydrographique et routier de Marestaing.

La commune est dans le bassin de la Garonne, au sein du bassin hydrographique Adour-Garonne. Elle est drainée par la Save, la Boulouze, le ruisseau d'en Peyblanc, un bras de la Save, le ruisseau de Capitani, le ruisseau de Saint-Clamens le ruisseau du Nuguet et par divers petits cours d'eau, qui constituent un réseau hydrographique de 12 km de longueur totale,.
La Save, d'une longueur totale de 143 km, prend sa source dans la commune de Lannemezan et s'écoule du sud-ouest vers le nord-est. Elle traverse la commune et se jette dans la Garonne à Grenade, après avoir traversé 46 communes.
La Boulouze, d'une longueur totale de 19,7 km, prend sa source dans la commune de Lahage et s'écoule vers le nord. Elle traverse la commune et se jette dans La Save sur le territoire communal, après avoir traversé 10 communes.

### Climat
Pour des articles plus généraux, voir Climat de l'Occitanie et Climat du Gers.
En 2010, le climat de la commune est de type climat du Bassin du Sud-Ouest, selon une étude s'appuyant sur une série de données couvrant la période 1971-2000. En 2020, Météo-France publie une typologie des climats de la France métropolitaine dans laquelle la commune est exposée à un climat océanique altéré et est dans la région climatique Aquitaine, Gascogne, caractérisée par une pluviométrie abondante au printemps, modérée en automne, un faible ensoleillement au printemps, un été chaud (19,5 °C), des vents faibles, des brouillards fréquents en automne et en hiver et des orages fréquents en été (15 à 20 jours).
Pour la période 1971-2000, la température annuelle moyenne est de 13,3 °C, avec une amplitude thermique annuelle de 15,7 °C. Le cumul annuel moyen de précipitations est de 703 mm, avec 9,5 jours de précipitations en janvier et 5,9 jours en juillet. Pour la période 1991-2020, la température moyenne annuelle observée sur la station météorologique la plus proche, située sur la commune de L'Isle-Jourdain à 6 km à vol d'oiseau, est de 13,8 °C et le cumul annuel moyen de précipitations est de 708,9 mm,. Pour l'avenir, les paramètres climatiques de la commune estimés pour 2050 selon différents scénarios d'émission de gaz à effet de serre sont consultables sur un site dédié publié par Météo-France en novembre 2022.

### Milieux naturels et biodiversité
Aucun espace naturel présentant un intérêt patrimonial n'est recensé sur la commune dans l'inventaire national du patrimoine naturel,,.

## Urbanisme

### Typologie
Au 1er janvier 2024, Marestaing est catégorisée commune rurale à habitat dispersé, selon la nouvelle grille communale de densité à sept niveaux définie par l'Insee en 2022.
Elle est située hors unité urbaine. Par ailleurs la commune fait partie de l'aire d'attraction de Toulouse, dont elle est une commune de la couronne,. Cette aire, qui regroupe 527 communes, est catégorisée dans les aires de 700 000 habitants ou plus (hors Paris),.

### Occupation des sols
L'occupation des sols de la commune, telle qu'elle ressort de la base de données européenne d’occupation biophysique des sols Corine Land Cover (CLC), est marquée par l'importance des territoires agricoles (100 % en 2018), une proportion identique à celle de 1990 (100 %). La répartition détaillée en 2018 est la suivante : 
terres arables (80,8 %), zones agricoles hétérogènes (10,5 %), prairies (8,7 %). L'évolution de l’occupation des sols de la commune et de ses infrastructures peut être observée sur les différentes représentations cartographiques du territoire : la carte de Cassini (XVIIIe siècle), la carte d'état-major (1820-1866) et les cartes ou photos aériennes de l'IGN pour la période actuelle (1950 à aujourd'hui).

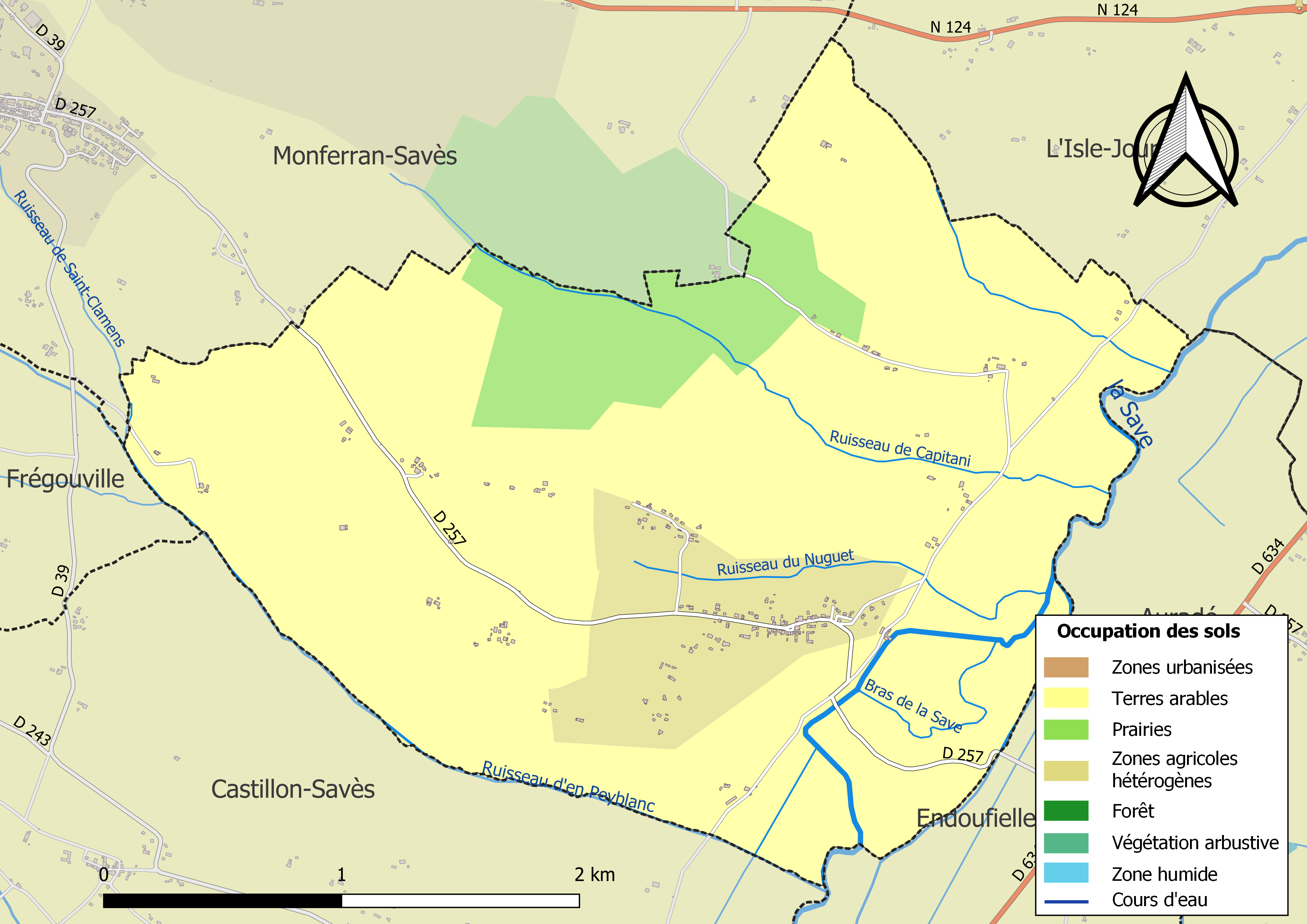
Carte des infrastructures et de l'occupation des sols de la commune en 2018 (CLC).

### Risques majeurs
Le territoire de la commune de Marestaing est vulnérable à différents aléas naturels : météorologiques (tempête, orage, neige, grand froid, canicule ou sécheresse), inondations et séisme (sismicité très faible). Il est également exposé à un risque technologique,  le transport de matières dangereuses. Un site publié par le BRGM permet d'évaluer simplement et rapidement les risques d'un bien localisé soit par son adresse soit par le numéro de sa parcelle.

#### Risques naturels
Certaines parties du territoire communal sont susceptibles d’être affectées par le risque d’inondation par débordement de cours d'eau, notamment la Save et la Boulouze. La cartographie des zones inondables en ex-Midi-Pyrénées réalisée dans le cadre du XIe Contrat de plan État-région, visant à informer les citoyens et les décideurs sur le risque d’inondation, est accessible sur le site de la DREAL Occitanie. La commune a été reconnue en état de catastrophe naturelle au titre des dommages causés par les inondations et coulées de boue survenues en 1988, 1999 et 2009,.

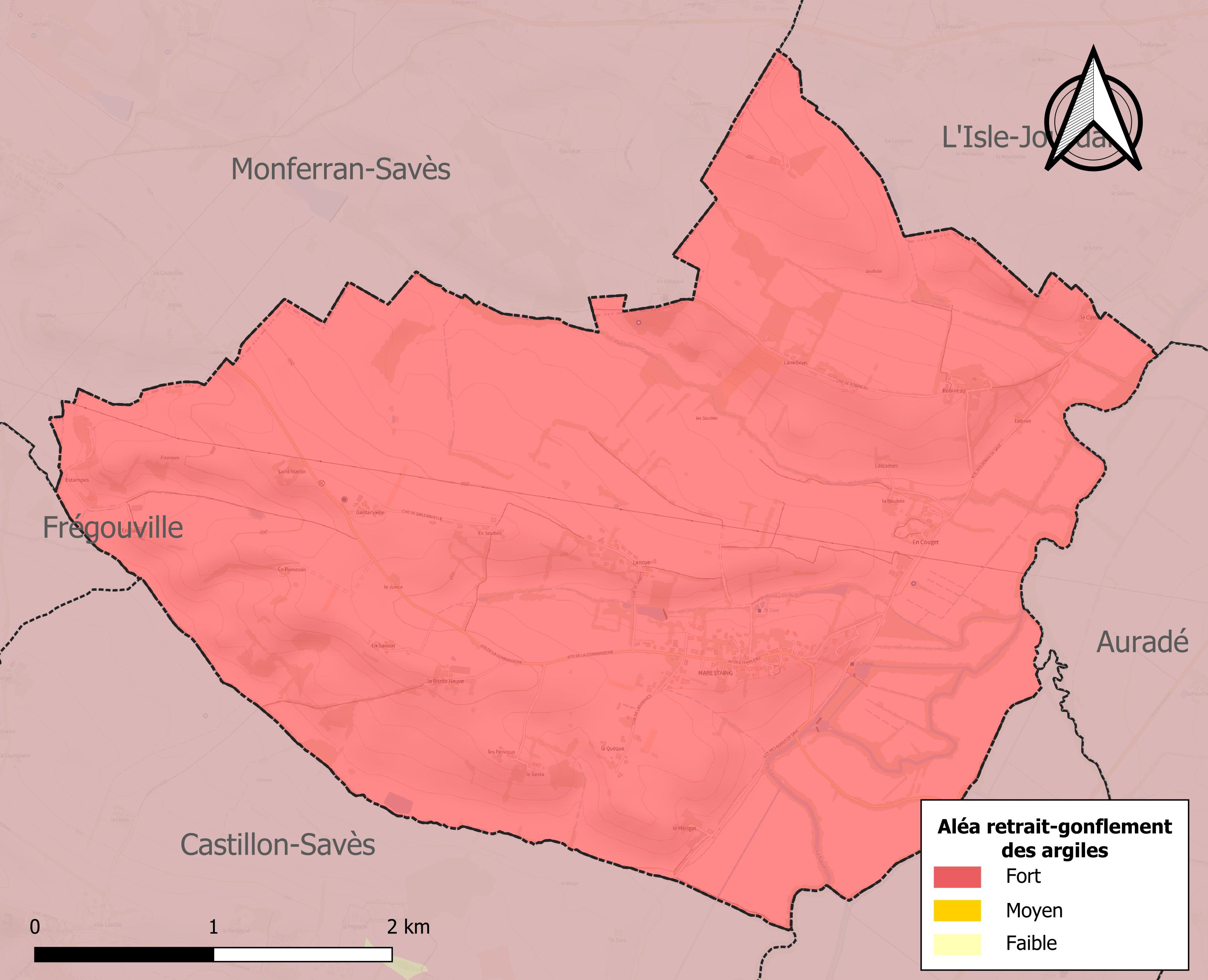
Carte des zones d'aléa retrait-gonflement des sols argileux de Marestaing.

Le retrait-gonflement des sols argileux est susceptible d'engendrer des dommages importants aux bâtiments en cas d’alternance de périodes de sécheresse et de pluie. La totalité de la commune est en aléa moyen ou fort (94,5 % au niveau départemental et 48,5 % au niveau national). Sur les 129 bâtiments dénombrés sur la commune en 2019, 129 sont en aléa moyen ou fort, soit 100 %, à comparer aux 93 % au niveau départemental et 54 % au niveau national. Une cartographie de l'exposition du territoire national au retrait gonflement des sols argileux est disponible sur le site du BRGM,.
Par ailleurs, afin de mieux appréhender le risque d’affaissement de terrain, l'inventaire national des cavités souterraines permet de localiser celles situées sur la commune.
Concernant les mouvements de terrains, la commune a été reconnue en état de catastrophe naturelle au titre des dommages causés par la sécheresse en 1989, 2002, 2003 et 2011 et par des mouvements de terrain en 1999.

#### Risques technologiques
Le risque de transport de matières dangereuses sur la commune est lié à sa traversée par des infrastructures routières ou ferroviaires importantes ou la présence d'une canalisation de transport d'hydrocarbures. Un accident se produisant sur de telles infrastructures est en effet susceptible d’avoir des effets graves au bâti ou aux personnes jusqu’à 350 m, selon la nature du matériau transporté. Des dispositions d’urbanisme peuvent être préconisées en conséquence.

## Toponymie
Là où la Save est la plus large elle formait au Moyen Âge une vaste marécage, une mare, un étang d'où Mare estang, Marestang, et Marestaing.

## Histoire
C'est un acte de paréage signé le 1 er novembre 1270 par le commandeur du Temple de Toulouse Hugues de Randulphe et noble Bernard de Marestang qui atteste de la création de la bastide de Marestang-neuf au aujourd'hui Marestaing.
Les  Marestaing à l'instar de la majeure partie des seigneurs féodaux de l'époque n'eurent de cesse  d'agrandir leurs possessions, avec les châtellenies de Monferran-Savès et de Castillon-Savès ils constituèrent la baronnie de Marestaing. Depuis le début de l'an mil ils portaient pour armes :"d'or au lion de gueules armé et lampassé d'azur à la bordure de même.".
En 1342, leurs possessions s'étendaient autour de Marestaing sur un petit pays entre Samatan et L'Isle Jourdain appelé Cogotois. Ce dernier sera alors érigé en vicomté par lettres patentes du roi Philippe VI de Valois en 1342, au bénéfice du baron Bernard de Marestaing. Plus d'un siècle plus tard en 1470,le baron Géraud de Marestang sera armé chevalier par le roi Louis XI en personne. Le monarque le nommera par la  ensuite curateur du comte Charles d'Armagnac, l'ultime descendant de cette lignée,.

## Politique et administration

### Administration municipale
Le nombre d'habitants au recensement de 2011 étant compris entre 100 et 499, le nombre de membres du conseil municipal pour l'élection de 2014 est de 11,.

### Rattachements administratifs et électoraux
Commune faisant partie de la communauté de communes de la Gascogne Toulousaine et du canton de L'Isle-Jourdain et avant le 1er janvier 2017 elle faisait partie de la communauté de communes de la Save Lisloise.

### Liste des maires
| Période                                  | Période  | Identité         | Étiquette      | Qualité       |
| ---------------------------------------- | -------- | ---------------- | -------------- | ------------- |
| août 1944                                | 1944     | Jean Bégué       |                |               |
| août 1944                                | 1977     | Constant Idrac   |                |               |
| mars 1977                                | 2014     | Jacques Laffont  |                |               |
| mars 2014                                | 2020     | Jean-Michel Seys | sans étiquette | Fonctionnaire |
| 2020                                     | En cours | Claudine Danezan |                |               |
| Les données manquantes sont à compléter. |          |                  |                |               |

## Population et société

### Démographie
L'évolution du nombre d'habitants est connue à travers les recensements de la population effectués dans la commune depuis 1793. Pour les communes de moins de 10 000 habitants, une enquête de recensement portant sur toute la population est réalisée tous les cinq ans, les populations de référence des années intermédiaires étant quant à elles estimées par interpolation ou extrapolation. Pour la commune, le premier recensement exhaustif entrant dans le cadre du nouveau dispositif a été réalisé en 2004.

En 2022, la commune comptait 349 habitants, en évolution de +11,5 % par rapport à 2016 (Gers : +1,04 %, France hors Mayotte : +2,11 %).
| 1793 | 1800 | 1806 | 1821 | 1831 | 1841 | 1846 | 1851 | 1856 |
| ---- | ---- | ---- | ---- | ---- | ---- | ---- | ---- | ---- |
| 351  | 378  | 384  | 405  | 421  | 436  | 446  | 427  | 437  |

| 1861 | 1866 | 1872 | 1876 | 1881 | 1886 | 1891 | 1896 | 1901 |
| ---- | ---- | ---- | ---- | ---- | ---- | ---- | ---- | ---- |
| 430  | 404  | 389  | 376  | 365  | 362  | 346  | 335  | 314  |

| 1906 | 1911 | 1921 | 1926 | 1931 | 1936 | 1946 | 1954 | 1962 |
| ---- | ---- | ---- | ---- | ---- | ---- | ---- | ---- | ---- |
| 306  | 295  | 244  | 233  | 244  | 220  | 200  | 198  | 177  |

| 1968 | 1975 | 1982 | 1990 | 1999 | 2004 | 2006 | 2009 | 2014 |
| ---- | ---- | ---- | ---- | ---- | ---- | ---- | ---- | ---- |
| 137  | 125  | 141  | 155  | 170  | 181  | 183  | 235  | 284  |

| 2019 | 2022 | - | - | - | - | - | - | - |
| ---- | ---- | - | - | - | - | - | - | - |
| 330  | 349  | - | - | - | - | - | - | - |

| selon la population municipale des années : | 1968 | 1975 | 1982 | 1990 | 1999 | 2006 | 2009 | 2013 |
| Rang de la commune dans le département      | 246  | 162  | 318  | 249  | 201  | 218  | 165  | 137  |
| Nombre de communes du département           | 466  | 462  | 462  | 462  | 463  | 463  | 463  | 463  |

### Enseignement
Marestaing fait partie de l'académie de Toulouse.

### Culture et festivité
Club de Broderie,

## Économie

### Revenus
En 2018  (données Insee publiées en septembre 2021), la commune compte 120 ménages fiscaux, regroupant 330 personnes. La médiane du revenu disponible par unité de consommation est de 26 040 € (20 820 € dans le département).

### Emploi
|                | 2008  | 2013  | 2018  |
| -------------- | ----- | ----- | ----- |
| Commune        | 2,9 % | 4 %   | 4,6 % |
| Département    | 6,1 % | 7,5 % | 8,2 % |
| France entière | 8,3 % | 10 %  | 10 %  |

En 2018, la population âgée de 15 à 64 ans s'élève à 191 personnes, parmi lesquelles on compte 81,5 % d'actifs (76,9 % ayant un emploi et 4,6 % de chômeurs) et 18,5 % d'inactifs,. Depuis 2008, le taux de chômage communal (au sens du recensement) des 15-64 ans est inférieur à celui de la France et du département.
La commune fait partie de la couronne de l'aire d'attraction de Toulouse, du fait qu'au moins 15 % des actifs travaillent dans le pôle,. Elle compte 21 emplois en 2018, contre 18 en 2013 et 19 en 2008. Le nombre d'actifs ayant un emploi résidant dans la commune est de 148, soit un indicateur de concentration d'emploi de 14 % et un taux d'activité parmi les 15 ans ou plus de 66,1 %.
Sur ces 148 actifs de 15 ans ou plus ayant un emploi, 17 travaillent dans la commune, soit 11 % des habitants. Pour se rendre au travail, 90,1 % des habitants utilisent un véhicule personnel ou de fonction à quatre roues, 2,6 % les transports en commun, 2 % s'y rendent en deux-roues, à vélo ou à pied et 5,3 % n'ont pas besoin de transport (travail au domicile).

### Activités hors agriculture
16 établissements sont implantés  à Marestaing au 31 décembre 2019.
Le secteur des activités spécialisées, scientifiques et techniques et des activités de services administratifs et de soutien est prépondérant sur la commune puisqu'il représente 25 % du nombre total d'établissements de la commune (4 sur les 16 entreprises implantées  à Marestaing), contre 14,4 % au niveau départemental.

### Agriculture
La commune est dans les « Coteaux du Gers », une petite région agricole occupant l'est du département du Gers. En 2020, l'orientation technico-économique de l'agriculture  sur la commune est la culture de céréales et/ou d'oléoprotéagineuses.
|               | 1988  | 2000  | 2010 | 2020 |
| ------------- | ----- | ----- | ---- | ---- |
| Exploitations | 21    | 23    | 12   | 14   |
| SAU (ha)      | 1 011 | 1 136 | 797  | 851  |

Le nombre d'exploitations agricoles en activité et ayant leur siège dans la commune est passé de 21 lors du recensement agricole de 1988  à 23 en 2000 puis à 12 en 2010 et enfin à 14 en 2020, soit une baisse de 33 % en 32 ans. Le même mouvement est observé à l'échelle du département qui a perdu pendant cette période 51 % de ses exploitations,. La surface agricole utilisée sur la commune a également diminué, passant de 1 011 ha en 1988 à 851 ha en 2020. Parallèlement la surface agricole utilisée moyenne par exploitation a augmenté, passant de 48 à 61 ha.

## Sport
Chasse, pétanque, randonnée pédestre,

## Culture locale et patrimoine

### Lieux et monuments
L'église actuelle, dédiée à sainte Quitterie, a été construite en 1754, elle remplace l'ancienne église qui était située au cimetière. Son clocher, remplaçant un clocher-mur, a été construit en 1873.

### Personnalités liées à la commune
- Bernard de Marestaing de 1200 à 1230 ;
- Jean baron de Marestaing mort en 1499 ;
- Louis d'Astarac de Fontrailles ;
- Maison d'Astarac ;
- Jean Dupin (1843-1892) instituteur ;
- Alexandre Fourment (1806-1886), curé de la paroisse de 1843 à 1886[43]. et auteur de plusieurs manuscrits relatifs à cette commune[44]

### Héraldique
| Blason | Blasonnement : Parti : au premier d'or au lion de gueules armé et lampassé d'azur, tenant dans sa dextre une épée du même, à la bordure aussi d'azur, au second d'argent fretté d'azur entresemé de croisettes du même ; le tout sommé d'un chef de gueules chargé d'une croix ancrée d'argent. |